# Gjellerups Forlag
Gjellerups Forlag, eller mere præcist Jul.  Gjellerups Forlag, blev grundlagt af den danske boghandler Julius Gjellerup (1858-1917) i tilknytning til en boghandel, som han åbnede i 1884 ved Sølvtorvet i København. Da Polyteknisk Læreanstalt frem til  midten af 1960'erne lå i bygninger tæt ved Sølvtorvet prægede dette i høj grad udvalget af bøger  i boghandelen og udgivelserne på forlaget, der foruden teknisk litteratur omfattede lærebøger i mange skolefag. Firmaet ophørte som selvstændig virksomhed i 1985, hvor det blev indlemmet  i G.E.C. Gads boghandelskæde. Forlaget blev herefter en del af Gads Forlag.